# Хестон, Чарлтон
Ча́рлтон Хе́стон (англ. Charlton Heston, при рождении Джон Чарльз Картер, англ. John Charles Carter; 4 октября 1923 — 5 апреля 2008) — американский актёр, лауреат премии «Оскар» (1960), который семь раз избирался президентом Гильдии киноактёров и долгое время служил председателем Американского института киноискусства. Наиболее известен по фильмам «Бен-Гур», «Эль-Сид», «Планета обезьян», «Печать зла», «Десять заповедей».
В 1950-х и 1960-х годах Хестон был одним из немногих голливудских актёров, открыто выступавших против расизма, и был активным сторонником движения за гражданские права. В 1987 году он покинул Демократическую партию, чтобы стать республиканцем, основав консервативный комитет политических действий и поддержав Рональда Рейгана.
8 февраля 1960 года Хестон стал обладателем звезды на Голливудской аллее славы.

## Биография

### Ранние годы
Джон Чарльз Картер родился в семье Лилы (урождённая Чарлтон; 1899—1994) и Рассела Уитфорда Картера, работавшего на лесопилке в городе Эванстоне (Иллинойс). Сам он, однако, в своей автобиографии утверждал, что родился в Но-Менс-Ленде, ставшем впоследствии северным пригородом Чикаго. Среди предков Хестона были шотландцы, в частности, клан Фрейзер, но бо́льшую часть составляют англичане. В детском возрасте вместе с семьёй он переехал в Сент-Хелен (Мичиган), уединённый город, где будущий актёр проводил время за охотой и рыбалкой.
Когда мальчику было 10 лет, его родители развелись. Мать повторно вышла замуж за Честера Хестона. Новая семья переехала в Уилметт, пригород Чикаго, а мальчик получил новую фамилию — Хестон.
Сценический псевдоним актёра был образован из девичьей фамилии матери — Чарлтон, и фамилии отчима — Хестон.

### Карьера
Будущий актёр заинтересовался актёрским ремеслом ещё до войны, сыграв заглавную роль в любительской постановке «Пер Гюнт». Во время Второй мировой войны служил пилотом на Алеутских островах, был удостоен ряда наград. Одно время работал фотомоделью в Нью-Йорке, где встретил свою будущую жену, которая тоже работала манекенщицей. В 1948 году дебютировал в бродвейском спектакле «Антоний и Клеопатра».
Сыграв мстителя в триллере жанра нуар «Темный город» (1950) и американского Маугли в вестерне «Дикий» (1952), высокий, мускулистый актёр с квадратной челюстью, яркими голубыми глазами и лаконичной манерой речи был замечен голливудскими продюсерами и стал соперничать с Бертом Ланкастером за роли «исторических плейбоев», которые требовали от актёра появления в кадре с голым торсом.
После того как оскароносный блокбастер «Величайшее шоу мира» (1952) выдвинул Хестона в число первых актёров Голливуда, он избрал для себя весьма специфический типаж. Будучи атеистом, Ланкастер отказывался сниматься в ролях библейских персонажей, и эти роли неизменно перепадали Хестону. Он создал впечатляющую галерею легендарных фигур мировой истории, актёр смог убедительно представить их несгибаемые нравственные убеждения. Таковы Моисей в «Десяти заповедях» (1956) и Бен Гур в одноименном пеплуме 1959 года, за который Хестону досталась премия «Оскар». За этими последовали и другие, не менее харизматичные фигуры — Иоанн Креститель, Сид, Микеланджело и т. д.
В конце 1950-х и в 1960-е годы удачно снялся в героических ролях в нескольких «вестернах, включая Майора Данди» (1965). Колоритную роль ковбоя в фильме Тома Грайса «Уилл Пенни» (1968), основанного на одном из сюжетов телесериала Сэма Пекинпы «Житель Запада», считал лучшей в своей карьере. Вернулся вновь к жанру вестерна лишь в 70-летнем возрасте, получив роль в «Тумстоуне» Джорджа Пана Косматоса (1993).
В опросе, проведённом в 1962 году Ассоциацией иностранной прессы Голливуда, которая занимается присуждением Золотого Глобуса, Хестона назвали одной из двух самых любимых мировых кинозвезд. Второй оказалась актриса Мэрилин Монро. Это отметилось получением награды Золотой глобус в категории: мировой кинофаворит.

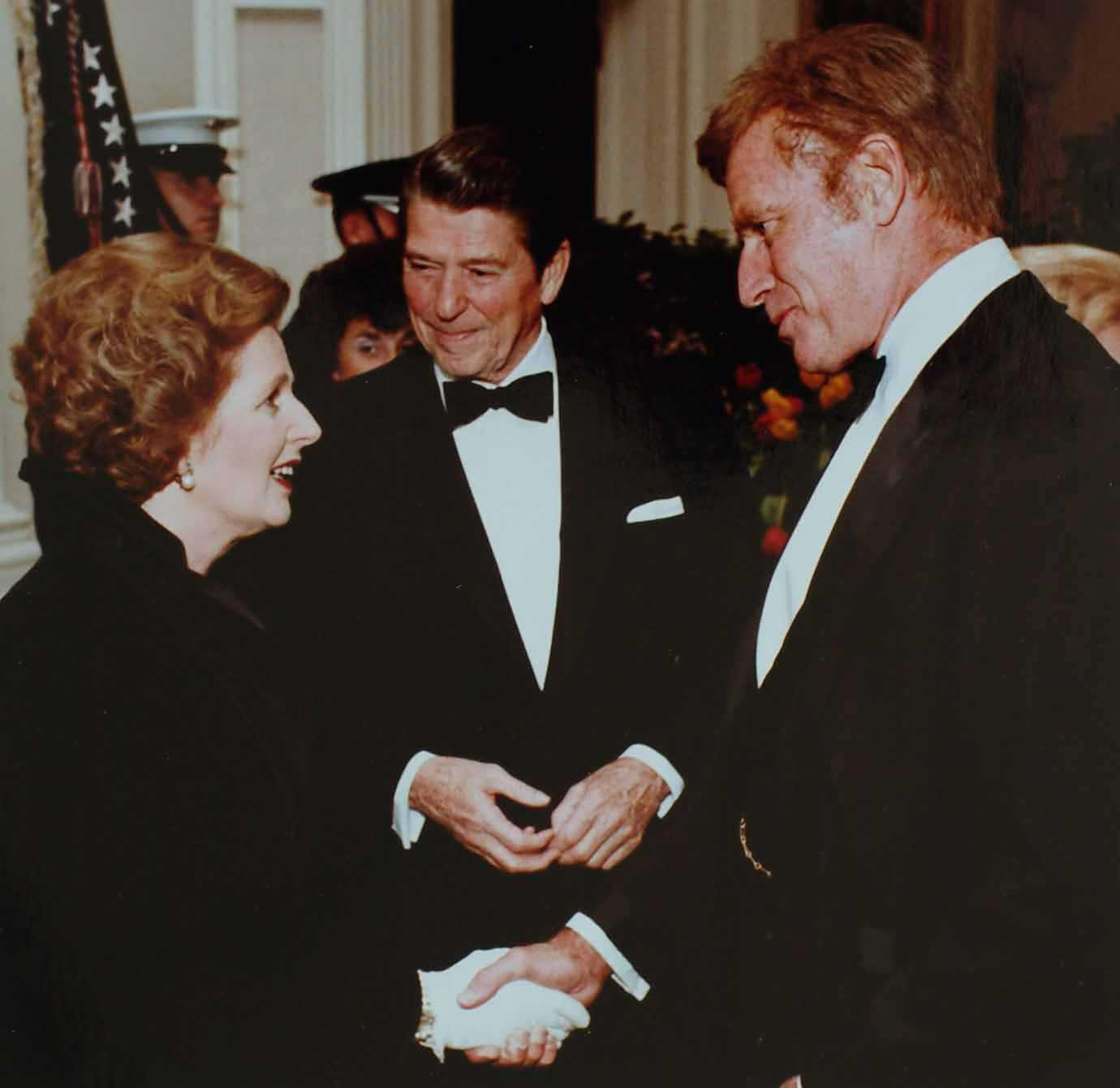
Маргарет Тэтчер, Рональд Рейган и Чарлтон Хестон. 1981 год

В 1968 году он довольно неожиданно сыграл главную роль в фантастическом фильме «Планета обезьян» (за камео в современном ремейке этого фильма он был номинирован на Премию канала «MTV» в 2002 году в категории: Лучшая эпизодическая роль). Именно благодаря этой роли он стал известен новому поколению зрителей, а в 1970-е годы закрепил свой отход от исторических ролей многочисленными работами в новом для Голливуда жанре фильма-катастрофы.
С избранием в президенты в 1981 году Рональда Рейгана актёр, ранее известный своей поддержкой кандидатов от Демократической партии и участием в антивоенных протестах во время Вьетнамской войны, проявил себя как республиканец консервативного толка. Он прекращает сниматься и с головой уходит в политику — выступает за военные кампании США (в частности, за обе войны в Ираке), против «политкорректности», в 1998—2003 годах является президентом Национальной стрелковой ассоциации США. Также в 1965—1971 был президентом Гильдии киноактёров США. В 1982 году он был ведущим программы «Чтобы Польша была Польшей», в которой выражалась поддержка «Солидарности».
Излечившись от обнаруженного в 1998 году рака простаты, Хестон с 2002 года, когда он объявил широкой общественности о ряде присутствующих у него симптомов болезни Альцгеймера, избегал появлений на публике. 5 апреля 2008 года он скончался в своём доме в Беверли-Хиллз (Калифорния).

### Семья
В течение 64 лет, с 1944 года и до самой своей смерти в 2008 году, состоял в браке с актрисой и фотографом Лидией Марией Кларк (Lydia Marie Clarke), от которой имел детей: сына Фрейзера Кларка Хестона (Fraser Clarke Heston), режиссёра и продюсера, и дочь Холли Рошель Хестон (Holly Rochell Heston).

## Фильмография
- 1950 — Тёмный город — Дэнни Хили, Ричард Брэнтон
- 1950 — Юлий Цезарь[англ.] — Марк Антоний
- 1952 — Величайшее шоу мира — Брэд Брэден
- 1953 — Первая леди — президент Эндрю Джексон
- 1954 — Тайна инков — Гарри Стилл
- 1955 — Далекие горизонты[англ.] — Вильям Кларк
- 1956 — Десять заповедей — Моисей
- 1956 — Три жестоких человека — капитан Кольт Сандерс
- 1958 — Большая страна — Стив Лич
- 1958 — Печать зла — Рамон Мигель Варгас
- 1958 — Флибустьер — генерал Эндрю Джексон
- 1959 — Бен-Гур — Иуда Бен Гур
- 1961 — Эль Сид — Эль Сид
- 1962 — 55 дней в Пекине — майор Мэтт Льюис
- 1965 — Величайшая из когда-либо рассказанных историй — Иоанн Креститель
- 1965 — Майор Данди — майор Эймос Чарльз Данди
- 1965 — Властелин войны[англ.] — Крисогон де ла Кру
- 1965 — Агония и экстаз[англ.] — Микеланджело
- 1966 — Хартум — генерал Чарльз Гордон
- 1968 — Планета обезьян — астронавт Джордж Тэйлор
- 1968 — Уилл Пенни — Уилл Пенни
- 1969 — Номер один — Рон "Кэт" Кэтлэн
- 1970 — Под планетой обезьян — астронавт Джордж Тэйлор
- 1970 — Гавайцы — Уиппл "Уип" Хоксуорт
- 1970 — Юлий Цезарь — Марк Антоний
- 1971 — Человек Омега — Роберт Невилль
- 1972 — Антоний и Клеопатра — Марк Антоний
- 1972 — Зов предков — Джон Торнтон
- 1972 — Угонщик самолётов — капитан Генри О’Хара
- 1973 — Три мушкетёра — кардинал Ришельё
- 1973 — Зелёный сойлент — Роберт Торн, нью-йоркский полицейский
- 1974 — Землетрясение — Стюарт Графф
- 1974 — Аэропорт 1975 — Алан Мёрдок
- 1974 — Четыре мушкетёра: Месть миледи — кардинал Ришельё
- 1976 — Мидуэй — капитан Мэтью Гарт
- 1976 — Двухминутное предупреждение — капитан Питер Холли
- 1976 — Последние суровые мужчины — Сэм Бёргэйд
- 1980 — Воскрешение из мёртвых — Мэтью Корбек
- 1982 — Золотая жила — Сайлас Макги, Иэн Макги
- 1984 — Найроби[англ.] — Ли Кэхилл
- 1987 — Мужская гордость — Чарли Маклауд-старший
- 1985 — Династия / Dynasty — Джейсон Колби
- 1985—1987 — Династия 2: Семья Колби — Джейсон Колби
- 1990 — Остров сокровищ — Джон Сильвер
- 1990 — Солнечный кризис[англ.] — адмирал Келсо
- 1990 — Почти ангел — Бог
- 1991 — Кровавый круцифер[англ.] — Шерлок Холмс
- 1993 — Тумстоун: Легенда Дикого Запада — Генри Хукер
- 1994 — Правдивая ложь — Спенсер Трилби
- 1994 — В пасти безумия — Джексон Харглоу
- 1995 — Ангел мести — Бригам Янг
- 1996 — Гамлет — король
- 1998 — Армагеддон — голос за кадром
- 1998 — Друзья, 4 сезон. 14 эпизод — камео
- 1999 — Гидеон — Эддисон Синклер
- 2001 — Планета обезьян — Заус, отец генерала Тэйда
- 2001 — Тайна ордена — профессор Уолтер Финли
- 2001 — Город и деревня — отец Юджин Клейборн
- 2002 — Боулинг для Колумбины — участие в документальном фильме